# Der Shylock von Krakau
Der Shylock von Krakau ist ein deutscher Spielfilm aus dem Jahre 1913. Unter der Regie von Carl Wilhelm spielte Rudolph Schildkraut die Titelrolle. Das Drehbuch schrieb Felix Salten.

## Handlung
Die Geschichte orientiert sich inhaltlich partiell an William Shakespeares Der Kaufmann von Venedig und spielt in Galizien zu Beginn des 20. Jahrhunderts.
Der Geldverleiher Isaak Levi führt in Krakau das Leben eines gottesfürchtigen Juden. Er achtet die jüdischen Bräuche und Gesetze und erzieht seine beiden Töchter Rahel und Miriam in diesem Sinne. Umso härter trifft es ihn, als eine der beiden Töchter die Beziehung mit einem Mann eingeht, der so gar nicht den eigenen Wunschvorstellung eines frommen Juden entspricht. Das Vater-Tochter-Verhältnis droht zu zerbrechen, als sich die Tochter mit ihrem Liebsten, dem Isaak Geld geliehen hat, aus dem Staub macht.
Isaak sieht dies als eine ungeheuer schwere Prüfung seines Glaubens und seiner Traditionen und beginnt schwer mit Gott und der Welt zu hadern. Im Laufe der Jahre wird er hartherzig und kalt, und auch seine Kunden bekommen seinen Zorn auf das Leben zu spüren. Es ist viel Zeit vergangen, da erkennt die Tochter, was sie mit ihrer Entscheidung ihrem tiefgläubigen Vater angetan hat und bittet ihn um Verzeihung. An seinem Sterbebett kommt es zwischen der einst verlorenen und jetzt heimgekehrten Tochter und dem verbitterten Vater zur Versöhnung.

## Produktionsnotizen
Der Shylock von Krakau wurde im Union-Atelier von Berlin-Tempelhof gedreht und besaß eine Länge von 1284 Metern auf vier Akten. Die Außendrehs fanden in Krakau, damals Österreich-Ungarn, statt. Der Film passierte die Zensur am 14. Oktober 1913 und lief zwei Tage später am Berliner U.T. Friedrichstraße an.
Der Shylock von Krakau gilt als der erste Kinofilm des gefeierten Theatermimen Schildkraut. Hermann Warm schuf hier eine seiner ersten Filmbauten.
Die ursprünglich eingesetzten Musikstücke sind überwiegend Komponisten der Klassik entnommen. Gespielt wurden „Hebräische Melodien“, „Phantasie über die Jüdin“, „Polnisches Lied“, „Rondo capriccioso“, „Serenade“ und „Troubadour (Miserere)“.
Der Film gilt heute als verloren.

## Rezeption
In Ost und West, der „Illustrierten Monatsschrift für das gesamte  Judentum“, schrieb Arno Nadel:

„Wird schon in ‚Hinter Mauern‘ zu sehr mit der Gemütlichkeit des jüdischen Heims geprotzt, so geschieht es doppelt schlimm (…) in dem Filmstück ‚Der Shylock von Krakau‘. Die Fabel ist äusserlich zurechtgebaut, um erstens alles Erdenkliche, das mit dem frommen jüdischen Leben zusammenhängt (Freitag-Abend, Versöhnungsfest, Beerdigung u. a.) zu zeigen, und zweitens, um Schildkraut zu allerlei Künsten und Kunstmätzchen Gelegenheit zu geben. Dieser grosse Schauspieler ist aber so stark, dass er tatsächlich überall mit seinem tragischen Pathos durchdringt. Wie er in würgender Not eine Treppe niederkeucht, wie er, sich zerpflückend, mit Gott kämpft, wie er sich an seinen Feinden rächt, wie er, zu grauem Schmerz erstarrt, vom Kirchhof kommt, das sind alles unvergessliche Dinge, die man erlebt haben muss und um derentwillen man dem ‚Autorenfilm‘ schon manches nachsieht. (…) das ergreifendste Bild stellt Schildkraut dar, wie er nach der Flucht seiner Tochter die Treppe herunterstürzt. Er wird sie nicht mehr finden, das weiss er, da hat ein Schuft, dem er Geld geliehen, sein Kind geraubt, auch das weiss er, – in seinem Gesicht ist die Ohnmacht und der Schrecken eines wildbewegten, unmessbaren Volkes zu lesen.“

Wiens Neue Freie Presse berichtete in ihrer Ausgabe vom 21. Dezember 1913: Das spannende Filmdrama mit seinen lebenswahren Milieuschilderungen und seinen ergreifenden Szenen hat in Rudolf Schildkraut, der den Shylock mit mimischer Meisterschaft gibt, und in den Damen Lia Rosen und Käthe (sic!) Ehren Interpreten gefunden, die das Kino auf ein hohes künstlerisches Niveau stellen.
Eine weitere umfangreiche Kritikenkollektion wurde in der Kinematographischen Rundschau vom 2. November 1913 veröffentlicht.